# Yōichi Sai
Yōichi Sai (崔洋一, Sai Yōichi) – en coréen : 최양일, en hanja : 崔洋一 ; RR : Choe Yang-il – est un réalisateur et scénariste japonais né le 6 juillet 1949 à Nagano et mort le 27 novembre 2022 à Tokyo. Il est issu de la minorité ethnique coréenne au Japon.

## Biographie
Yōichi Sai nait à Nagano d'un père d'origine coréenne et d'une mère japonaise. Il commence sa carrière dans le cinéma à l'âge de 27 ans comme premier assistant du réalisateur Nagisa Oshima, sur son film L'Empire des sens. En 1983, il réalise son premier long métrage : Jukkai no mosukito qui est primé dans de nombreux festivals asiatiques ainsi qu'à la Mostra de Venise. Son second long-métrage qui sort la même année est un film érotique : Seiteki hanzai. Peu après, il s'installe à Okinawa pour y étudier le milieu de la pègre locale dont il tire un film, A Sign Days, qui sort en 1989.
En 1993, son nouveau film De quel côté est la lune ?, qui brosse le portrait d'un chauffeur de taxi coréen, est récompensé par de nombreux prix. Son film de 2004 Blood and Bones (Chi to hone) avec Takeshi Kitano remporte trois récompenses aux Japan Academy Prize, dont celle du meilleur réalisateur.
Comme acteur, il est apparu dans le film de 1999 Tabou, de Nagisa Oshima.
Yōichi Sai est président de la Directors Guild of Japan de 2004 à 2022.
Il meurt le 27 novembre 2022 à son domicile de Tokyo des suites d'un cancer de la vessie, à l'âge de 73 ans.

## Filmographie

### Réalisateur
- 1983 : Jukkai no mosukito (十階のモスキート?)
- 1983 : Seiteki hanzai (性的犯罪?)
- 1984 : Itsuka darekaga korosareru (いつか誰かが殺される?)
- 1985 : Tomo yo, shizuka ni nemure (友よ、静かに瞑れ?)
- 1987 : Kuroi doresu no onna (黒いドレスの女?)
- 1988 : Hana no Asuka-gumi! (花のあすか組！?)
- 1989 : A Sign Days (Ａサインデイズ, A-Saindezu?)
- 1993 : J-Movie Wars (J・MOVIE・WARS 月はどっちに出ている?)
- 1993 : De quel côté est la lune ? (月はどっちに出ている, Tsuki wa dotchi ni dete iru?)[3]
- 1995 : Tokyo de luxe (平成無責任一家 東京デラックス, Heisei musekinin-ikka: Tōkyō derakkusu?)
- 1995 : Marks (マークスの山, Mākusu no yama?)
- 1998 : Dog Race (犬、走る ＤＯＧ ＲＡＣＥ, Inu hashiru?)
- 1999 : Buta no mukui (豚の報い?)
- 2002 : Doing Time (刑務所の中, Keimusho no naka?)
- 2004 : Quill (クイール, Kuīru?)
- 2004 : Blood and Bones (血と骨, Chi to hone?)
- 2007 : Soo (ス, Soo?)
- 2009 : Kamui, le ninja solitaire (カムイ外伝, Kamui gaiden?)

### Acteur
- 1999 : Tabou (御法度, Gohatto?) de Nagisa Ōshima : Isami Kondō
- 2006 : Route 225 (ルート225, Rūto 225?) de Yoshihiro Nakamura

## Distinctions
Sauf indication contraire, les informations mentionnées dans cette section peuvent être confirmées par la base de données cinématographiques IMDb,  présente dans la section « Liens externes ».

### Récompenses
- 1984 : grand prix Sponichi du nouveau talent pour Jukkai no mosukito et Seiteki hanzai aux prix du film Mainichi[4]
- 1990 : prix du meilleur scénario au festival du film de Yokohama pour A Sign Days
- 1993 : Hōchi Film Award du meilleur film pour De quel côté est la lune ?[5]
- 1993 : Nikkan Sports Film Award du meilleur réalisateur pour De quel côté est la lune ?[6]
- 1994 : prix Blue Ribbon du meilleur film pour De quel côté est la lune ?[7]
- 1994 : prix Kinema Junpō du meilleur film, du meilleur réalisateur et du meilleur scénario pour De quel côté est la lune ?[8]
- 1994 : prix Mainichi du meilleur film et du meilleur scénario pour De quel côté est la lune ?[9]
- 1994 : prix du meilleur réalisateur au festival du film de Yokohama pour De quel côté est la lune ?
- 1994 : prix du meilleur film pourJ-Movie Wars lors des Japanese Professional Movie Awards[10]
- 1999 : Don Quijote Award pour Buta no mukui au festival international du film de Locarno
- 2003 : prix Blue Ribbon du meilleur réalisateur pour Doing Time[11]
- 2003 : Hōchi Film Award du meilleur réalisateur pour Doing Time
- 2004 : prix Mainichi du meilleur réalisateur pour Doing Time
- 2004 : Hōchi Film Award du meilleur réalisateur pour Quill et Blood and Bones[5]
- 2005 : prix du meilleur réalisateur pour Blood and Bones aux Japan Academy Prize[2]
- 2005 : prix Kinema Junpō du meilleur réalisateur pour Quill et Blood and Bones et du meilleur scénario pour Blood and Bones[12]
- 2005 : prix Mainichi du meilleur film pour Blood and Bones[13]

### Nominations et sélections
- 1994 : prix du meilleur réalisateur et du meilleur scénario pour De quel côté est la lune ? aux Japan Academy Prize[14]
- 1999 : Léopard d'or pour Buta no mukui au festival international du film de Locarno
- 2005 : prix du meilleur film pour Blood and Bones aux Japan Academy Prize[2]